# Dicyclopentadien
Kommerziell erhältliches Dicyclopentadien (IUPAC-Name: Tricyclo[5.2.1.02,6]deca-3,8-dien) ist eine farblose bis blassgelbliche Flüssigkeit und gehört zur Gruppe der Diene. Sehr reines Dicyclopentadien ist ein Feststoff.
Es ist das Dimer von Cyclopentadien, aus dem es durch Diels-Alder-Reaktion entsteht. Aufgrund der Geometrie des Dicyclopentadien-Moleküls sind zwei stereoisomere Formen möglich: endo- und exo-Dicylopentadien. Bei der Diels-Alder-Reaktion entsteht ein Gemisch beider Formen. Die Diels-Alder-Reaktion ist zudem eine Gleichgewichtsreaktion, daher geht isomerenreines, festes Dicyclopentadien bei Raumtemperatur allmählich wieder in eine endo/exo-Mischung über und enthält dann auch wieder Spuren von Cyclopentadien und anderer Diels-Alder-Addukte.

## Gewinnung
Dicyclopentadien entsteht beim Erhitzen der gesamten C5-Fraktion des Steamcrackens von Naphtha (eine Tonne Naphta enthält ca. 14 kg Dicyclopentadien). Das Erhitzen erfolgt bei Normaldruck und 30 – 100 °C  über 5 – 24 Stunden. Im nächsten Schritt werden die Teile der Fraktion mit einer Siedetemperatur von 28 – 50 °C abdestilliert und man erhält Dicyclopentadien mit einer Reinheit von 85 – 90 % im unteren Teil der Fraktion.

## Chemische Eigenschaften
Bei 170 °C findet eine zügige Zersetzung des Dicyclopentadiens zu Cyclopentadien statt, die durch Zugabe eines Katalysators wie Eisenpulver zusätzlich begünstigt wird. Durch destillative Abtrennung des Monomers kann dieses präparativ hergestellt werden. Der Flammpunkt des Dimers liegt bei 32 °C, die Zündtemperatur bei 503 °C. In Wasser ist es unlöslich. Dicyclopentadien wird mit Butylphenol stabilisiert. Das Stoffgemisch der Dicyclopentadien-Isomeren riecht sehr unangenehm terpen- bis campherähnlich.

## Physikalische Eigenschaften
Die kritische Temperatur von Dicyclopentadien beträgt 386,8 °C bei einem kritischen Druck von 3,96 MPa und einem kritischen Volumen von 445 cm3/mol.

## Verwendung
Dicyclopentadien wird als Ausgangsstoff zur Herstellung anderer chemischer Verbindungen (z. B. TCD-Aminen und -Alkoholen) eingesetzt. Vollständig hydriertes Dicyclopentadien kann mit Aluminiumchlorid zu Adamantan umgelagert werden. Tetrahydro-Dicyclopentadien dient als Düsentreibstoff JP-10.

## Sicherheitshinweise und Risikobewertung
Ab einem Volumenanteil von 0,8 bis 6,3 Prozent in Luft bildet es explosive Gemische. Dicyclopentadien ist wassergefährdend (WGK 2). Dicyclopentadien ist gesundheitsschädlich, umweltgefährdend und leichtentzündlich.
Dicyclopentadien wurde 2015 von der EU gemäß der Verordnung (EG) Nr. 1907/2006 (REACH) im Rahmen der Stoffbewertung in den fortlaufenden Aktionsplan der Gemeinschaft (CoRAP) aufgenommen. Hierbei werden die Auswirkungen des Stoffs auf die menschliche Gesundheit bzw. die Umwelt neu bewertet und ggf. Folgemaßnahmen eingeleitet. Ursächlich für die Aufnahme von Dicyclopentadien waren die Besorgnisse bezüglich Exposition von Arbeitnehmern, hoher (aggregierter) Tonnage und hohes Risikoverhältnis (Risk Characterisation Ratio, RCR) sowie der möglichen Gefahr durch reproduktionstoxische Eigenschaften. Die Neubewertung fand ab 2016 statt und wurde von Frankreich durchgeführt. Anschließend wurde ein Abschlussbericht veröffentlicht.